# Teplica (přítok Myjavy)
Teplica je malá říčka na západě Slovenska. Je to pravostranný přítok řeky Myjavy. Délka toku je 34 km. Plocha povodí měří 129,8 km².

## Průběh toku
Říčka pramení v Bílých Karpatech pod sedlem U tří kamenů, jižně od obce Kuželov na území České republiky, v nadmořské výšce okolo 455 m. Kromě velkého oblouku na území České republiky, kterým říčka mění svůj směr ze severovýchodu na jih, teče na území Slovenska převážně jihozápadním směrem. Protéká obcemi Vrbovce, Sobotište a městem Senica, pod nímž se vlévá zprava do řeky Myjavy. 

### Větší přítoky
- levé – Liešťanský potok
- pravé – Haluzníkov potok, Rovenský potok, Pasecký potok

## Vodní režim
Průměrný průtok u ústí činí 0,60 m³/s.